# Yakaze (tàu khu trục Nhật)
Yakaze (tiếng Nhật: 矢風) là một tàu khu trục thuộc lớp Minekaze được chế tạo cho Hải quân Đế quốc Nhật Bản ngay sau khi kết thúc Chiến tranh Thế giới thứ nhất. Chúng là những tàu khu trục hàng đầu của Hải quân Nhật trong những năm 1930, nhưng đã bị xem là lạc hậu vào lúc nổ ra Chiến tranh Thái Bình Dương. Yakaze chỉ được sử dụng trong vai trò tàu mục tiêu và tàu bảo vệ cho đến khi chiến tranh kết thúc. Nó bị đánh chìm như một đê chắn sóng tại cảng Nagaura, Yokosuka vào năm 1948.

## Thiết kế và chế tạo
Việc chế tạo lớp tàu khu trục kích thước lớn Minekaze được chấp thuận như một phần trong Chương trình Hạm đội 8-4 của Hải quân Đế quốc Nhật Bản trong giai đoạn năm tài chính 1917-1920, kèm theo lớp Momi cỡ trung vốn chia sẻ nhiều đặc tính thiết kế chung. Được trang bị động cơ mạnh mẽ, những con tàu này có tốc độ cao và được dự định hoạt động như những tàu hộ tống cho những chiếc tàu chiến-tuần dương thuộc lớp Amagi mà cuối cùng đã không được chế tạo.
Yakaze, chiếc thứ sáu của lớp tàu này, được chế tạo tại xưởng đóng tàu Mitsubishi tại Nagasaki. Nó được đặt lườn vào ngày 15 tháng 8 năm 1918; được hạ thủy vào ngày 20 tháng 4 năm 1920; và được đưa ra hoạt động vào ngày 19 tháng 7 năm 1920.

## Lịch sử hoạt động
Sau khi hoàn tất, Yakaze được điều về Quân khu Hải quân Kure thuộc Hạm đội 2 Hải quân Đế quốc Nhật Bản. Vào năm 1931, Yakaze được tập hợp cùng với các con tàu chị em Minekaze, Okikaze và Sawakaze tại Quân khu Hải quân Sasebo để hình thành nên Hải đội Khu trục 2 trực thuộc Hạm đội 2. Trong những năm 1930-1932, Hải đội Khu trục 2 được chuyển sang Không Hạm đội 1 Hải quân Đế quốc Nhật Bản trong thành phần hộ tống cho các tàu sân bay Akagi và Hōshō để trợ giúp vào việc tìm kiếm và giải cứu những máy bay lâm nạn. Vào lúc xảy ra Sự kiện Thượng Hải năm 1932, Yakaze tham gia tuần tra dọc theo sông Dương Tử tại Trung Quốc.
Không lâu sau khi Chiến tranh Thái Bình Dương nổ ra, Yakaze được rút khỏi hoạt động chiến đấu thường trực và được tháo bỏ hầu hết vũ khí tại Xưởng hải quân Kure để cải biến thành một tàu mục tiêu. Chiếc thiết giáp hạm kỳ cựu Settsu vốn được sử dụng trong vai trò này, vốn chậm chạp và đã hết tuổi đời phục vụ. Nó được thay thế để phục vụ như một mục tiêu thực tập tấn công bằng ngư lôi và không kích tại Yokosuka từ ngày 20 tháng 5 năm 1942. Yakaze được chính thức rút khỏi danh sách Đăng bạ Hải quân như một tàu khu trục kể từ ngày 20 tháng 7 năm 1942.
Mặc dù Yakaze có ưu thế rõ rệt về tốc độ so với Settsu, nó không thể nào bì kịp chiếc thiết giáp hạm về phương diện vỏ giáp, và chỉ chịu đựng được một cú đánh trúng trực tiếp bằng bom thực hành nặng có 0,45 kg (1 lb). Hải quân Nhật cân nhắc lại kế hoạch sử dụng Yakaze như là tàu mục tiêu, và đưa nó trở lại hoạt động thường trực như một tàu tuần tra vào ngày 6 tháng 3 năm 1943. Nó được sử dụng như một tàu bảo vệ tại cảng Yokosuka cho đến khi Chiến tranh Thế giới thứ hai kết thúc. Vào lúc Nhật Bản đầu hàng, Yakaze mắc cạn tại đáy cảng Yokosuka do bị hư hỏng và ngập nước. Sau chiến tranh, nó bị đánh chìm như một đê chắn sóng tại cảng Nagaura, Yokosuka vào năm 1948..

## Danh sách thuyền trưởng
- Thiếu tá Matsujiro Yamada: 19 tháng 7 năm 1920 - 1 tháng 12 năm 1920
- Thiếu tá Toma Uematsu: 1 tháng 12 năm 1920 - 1 tháng 12 năm 1922 (thăng Trung tá từ 1 tháng 12 năm 1921)
- Thiếu tá Shigeru Ishikawa: 1 tháng 12 năm 1922 - 5 tháng 2 năm 1924 (thăng Trung tá từ 1 tháng 12 năm 1923)
- Thiếu tá Teiichi Yasumura: 5 tháng 2 năm 1924 - 1 tháng 12 năm 1925
- Trung tá Kiyoshi Suzuki: 1 tháng 12 năm 1925 - 1 tháng 2 năm 1926
- Thiếu tá Tadashi Nanba: 1 tháng 2 năm 1926 - 1 tháng 12 năm 1927
- Thiếu tá Kurazo Furuse: 1 tháng 12 năm 1927 - 30 tháng 11 năm 1929
- Thiếu tá Yoshioki Tawara: 30 tháng 11 năm 1929 - 31 tháng 10 năm 1931
- Thiếu tá Kakuro Mutaguchi: 31 tháng 10 năm 1931 - 1 tháng 11 năm 1934
- Thiếu tá Yoshiyuki Yoshida: 1 tháng 11 năm 1934 - 15 tháng 6 năm 1936
- Trung tá Minegoro Kameyama: 15 tháng 6 năm 1936 - 1 tháng 3 năm 1937
- Trung tá Yoshimi Takao: 1 tháng 3 năm 1937 - 1 tháng 12 năm 1937
- Trung tá Toshi Kubota: 1 tháng 12 năm 1937 - 15 tháng 4 năm 1938
- Thiếu tá Nagayoshi Shiraishi: 15 tháng 4 năm 1938 - 25 tháng 11 năm 1938
- Thiếu tá Isamu Fujita: 25 tháng 11 năm 1938 - 1 tháng 12 năm 1939
- Thiếu tá Juichi Iwagami: 1 tháng 12 năm 1939 - 25 tháng 1 năm 1940
- Thiếu tá Rokorou Sugawara: 25 tháng 1 năm 1940 - 15 tháng 11 năm 1940
- Thiếu tá Minoru Takatsuka: 15 tháng 11 năm 1940 - 25 tháng 7 năm 1941
- Thiếu tá Masao Takahashi: 25 tháng 7 năm 1941 - 27 tháng 6 năm 1942
- Trung tá Takeyoshi Dobashi: 27 tháng 6 năm 1942 - 10 tháng 7 năm 1942
- Thiếu tá Shigeo Aono: 10 tháng 7 năm 1942 - 7 tháng 6 năm 1943
- Thiếu tá Kyuemon Sakuraba: 7 tháng 6 năm 1943 - 15 tháng 12 năm 1943
- Thiếu tá Jinichi Jimi: 15 tháng 12 năm 1943 - 15 tháng 6 năm 1945
- Thiếu tá Masayuki Niwa: 15 tháng 6 năm 1945 - 18 tháng 7 năm 1945